# Cléocharie
Dans la mythologie grecque, Cléocharie est une naïade.
Elle se marie avec Lélex (premier roi de Laconie), de qui elle conçoit Mylès et Polycaon (le pseudo-Apollodore ajoute Eurotas).

## Sources
- Pseudo-Apollodore, Bibliothèque [détail des éditions] [lire en ligne] (III, 10, 3).
- Pausanias, Description de la Grèce [détail des éditions] [lire en ligne] (I, 39 ; III, 1).